# 延岡市西階総合運動公園陸上競技場

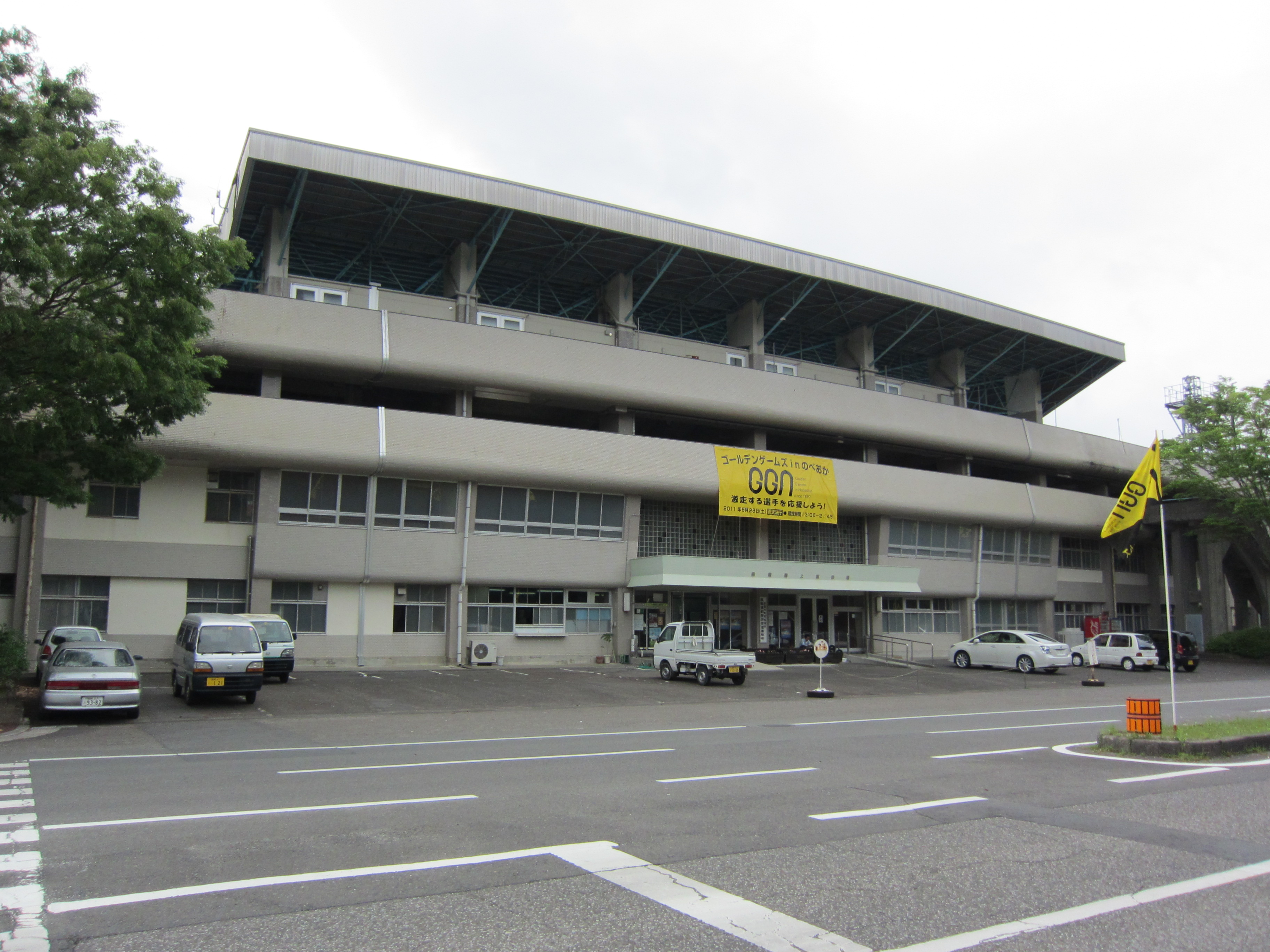
観客席外観

延岡市西階総合運動公園陸上競技場（のべおかし・にししな・そうごううんどうこうえん・りくじょうきょうぎじょう）は宮崎県延岡市にある日本陸上競技連盟第2種公認陸上競技場である。

## 概要
1968年に完成し、1997年改修工事が行われ、全天候型舗装トラックが青色となった。収容人員は1万5000人で、うちメインスタンド5000人分が座席、その他は芝生席となっている。1周400mトラック8レーン。常緑天然芝であるフィールドは106m×69.5m。照明塔は無い。付帯施設として補助グラウンド（1周300mトラック7レーン、フィールド部は土、照明塔7基）がある。

## 開催される大会
陸上競技・中長距離トラックレースを集中的に開催する「ゴールデンゲームズinのべおか」が1997年から毎年5月に行われる。ナイター開催であるが、現在照明塔が常設されていないため、移動照明車4台を当日のためだけに投入して開催する。なお2010年は口蹄疫の被害拡大のため開催返上となった
サッカーの地元社会人チーム・ホンダロックサッカー部の主管試合が年数試合開催されている。

## その他
- 毎年2月にJリーグ・ベガルタ仙台が当地でキャンプを行っている。